# Kolarstwo na Letnich Igrzyskach Olimpijskich 1904 – 25 mil
Wyścig na 25 mil był jedną konkurencji kolarskich na Letnich Igrzyskach Olimpijskich 1904. Wyścigi zostały rozegrane 5 sierpnia. Zawodnicy rywalizowali na trasie 25 mil.
W zawodach uczestniczyło 10 kolarzy wszyscy ze Stanów Zjednoczonych. Tylko czterem udało się ukończyć wyścig.

## Wyniki
| Finał |                    |           |
|       | Burton Downing     | 1:10:55.4 |
|       | Arthur Andrews     |           |
|       | George Wiley       |           |
| 4.    | Samuel LaVoice     |           |
| —     | Teddy Billington   | DNF       |
| —     | Oscar Goerke       | DNF       |
| —     | Marcus Hurley      | DNF       |
| —     | Julius Schaefer    | DNF       |
| —     | Charles Schlee     | DNF       |
| —     | Anthony Williamsen | DNF       |